# Mazinho Quevedo
Mazinho Quevedo (Adamantina, 28 de Março de 1965), nome artístico de Osmar Lucianeti Quevedo, é um cantor,instrumentista, compositor e apresentador de programa de TV brasileiro.
É considerado um dos maiores propagadores e estudiosos da cultura caipira.

## Biografia
O primeiro contato de Mazinho Quevedo com a viola aconteceu aos 10 anos de idade, quando passou a mostrar gosto por ritmos como toada, cateretê, pagode caipira, moda de viola, guarânia e rasqueado.
Em 1987, terminou a graduação em odontologia, mas continuou a se dedicar à cultura caipira.

## Obras
Produziu composições que fizeram parte vários CDs próprios.
O estilo musical de Mazinho Quevedo mistura as influências música caipira, MPB, música instrumental brasileira, jazz e música flamenca.
Algumas de suas músicas, consideradas também seus principais trabalhos, fazem parte da trilha do documentário O Encanto das Águas e do programa televisivo Terra da Gente.
Em 2009, foi indicado ao Grammy Latino.